# Доналд Питърсън
Доналд Херод Питърсън (на английски: Donald Herod Peterson) американски инженер и астронавт на НАСА, участник в един космически полет.

## Образование
Доналд Питърсън е завършил колеж в родния си град. През 1955 г. завършва Военната академия на САЩ в Уест Пойнт, Ню Йорк. През 1962 г. получава магистърска степен по ядрена физика от Висшия технологичен институт на USAF, Райт Патерсън, Охайо.

## Военна кариера
След дипломирането си в Уест Пойнт, Д. Питърсън е назначен за инструктор в Тренировъчното въздушно командване на USAF. Работи като такъв в продължение на четири години, а след това е прехвърлен в Оперативния център на тактическото командване като ядрен аналитик. От 1963 г. е боен пилот, а през 1966 г. е включен в програмата Пилотирана орбитална лаборатория (на английски: Manned Orbiting Laboratory или съкр. MOL). След нейното преждевременно прекратяване е избран за астронавт от НАСА на 14 август 1969 г., Астронавтска група №7. В летателната си кариера има повече от 5300 полетни часа, от тях – 5000 на реактивни самолети.

## Служба в НАСА
Първото си назначение в НАСА, Питърсън получава през 1972 г., когато е включен в поддържащия екипаж на Аполо 16. Включен е в програмата Спейс шатъл. От 4 до 9 април 1983 г. извършва единствения си космически полет на борда на совалката Чалънджър, мисия STS-6. По време на този полет, Д. Питърсън осъществява космическа разходка с продължителност 4 часа и 17 минути.

### Космически полет
| Космически полет на Доналд Херод Питърсън                       | Космически полет на Доналд Херод Питърсън | Космически полет на Доналд Херод Питърсън | Космически полет на Доналд Херод Питърсън | Космически полет на Доналд Херод Питърсън | Космически полет на Доналд Херод Питърсън | Космически полет на Доналд Херод Питърсън |
| №                                                               | Дата                                      | КК                                        | Емблема на мисията                        | Функции                                   | Продължителност                           |                                           |
| --------------------------------------------------------------- | ----------------------------------------- | ----------------------------------------- | ----------------------------------------- | ----------------------------------------- | ----------------------------------------- | ----------------------------------------- |
| 1                                                               | 4 април 1983                              | „Чалънджър“, мисия STS-6                  |                                           | Специалист на мисията                     | 5 денонощия 00 часа 23 минути 42 сек.     |                                           |
| Сумарно време в космоса – 5 денонощия 00 часа 23 минути 42 сек. |                                           |                                           |                                           |                                           |                                           |                                           |

## След НАСА
Доналд Питърсън напуска НАСА през ноември 1984 г. и започва работа като консултант в аерокосмическа фирма.

## Награди
- Медал за похвална служба;
- Медал за похвала на USAF.